# Web surfacique
Le Web surfacique (ou de surface, ou visible, ou indexable) est la partie du World Wide Web qui est accessible en ligne et indexable par les robots d'indexation des moteurs de recherche généralistes (Google, Yahoo!, Exalead, etc.). Le fait qu'une page soit indexable n'induit pas forcément qu'elle a été indexée. L'indexation du Web demande en effet des quantités énormes de ressources matérielles. Le Web profond (Deep Web en anglais) est souvent opposé à Web surfacique parce que celui-ci n'est pas indexé par les moteurs de recherche généralistes mais toujours accessible via un navigateur Web normal.
Une étude réalisée en janvier 2005 par des universitaires italiens évalue la taille indexable du Web à plus de 11,5 milliards de pages.
Ces chiffres, anciens, sont à relativiser car l'accroissement de la taille du Web est extrêmement rapide. Plusieurs phénomènes participent à cet accroissement rapide, à titre d'exemple, une étude d'octobre 2005 de la société Technorati, montrait que la blogosphère doublait tous les cinq mois.